# Т’Пол
Т’Пол (англ. T'Pol) — персонаж научно-фантастического телесериала «Звёздный путь: Энтерпрайз». Т’Пол — первый вулканский офицер, прослуживший на земном судне длительный срок (прежний рекорд был 10 дней). Она прослужила на звездолёте «Энтерпрайз» (англ. Enterprise NX-01) 10 лет (2151—2161 годы).
Сыграла немалую роль в основании Федерации планет, как и весь офицерский состав NX-01 Энтерпрайз.

## Краткий обзор
В качестве субкоммандера на службе Вулканского Верховного Командования Т’Пол ступила на борт «Энтерпрайза» в апреле 2151 года как «наблюдатель» за капитаном Арчером и его командой, которых вулканцы считали не готовыми для освоения глубокого космоса. (Отчасти Вулканцы поначалу были даже правы — многие другие судостроительные технологии Землян (в частности технологии космических вооружений) в развитии отставали от Земных двигателестроительных технологий. Так, «Энтерпрайз» был вооружён ракетами и поляризуемой обшивкой, но энергетических щитов не имел. Фазовыми орудиями и фотонными торпедами «Энтерпрайз» был вооружён только спустя год — перед вылетом в миссию в Дельфийском пространстве.)
После удачного завершения миссии «Энтерпрайза» в Дельфийском пространстве Т’Пол, ведомая чувством долга перед Арчером за спасённую жизнь и осознавая, что люди уже готовы к освоению дальнего космоса, приняла решение остаться в качестве наблюдателя, чем немало удивила Вулканское Командование.
Т’Пол показала себя как отличный субкоммандер (старший помощник капитана). В результате нападения на Землю агрессивной расы Зинди Т’Пол оставила свою службу в Вулканском Верховном Командовании и, в качестве гражданского лица (но с сохранением звания), приняла участие в полёте «Энтерпрайза» в Дельфийское Пространство, где оказала неоценимую помощь земному человечеству. Приняв решение вступить в Земной Звёздный флот, она, с учётом предыдущих заслуг, получила звание коммандера.
К тому моменту бытовавшие в команде «Энтерпрайза» неприязнь и недоверие к Т’Пол исчезли. Т’Пол в спорах часто опиралась на мнение Вулканского Научного Совета, но долгие годы жизни рядом с людьми и события, в центре которых она оказывалась вместе с прочим экипажем «Энтерпрайза», со временем убедили её в том, что не всё объяснимо наукой или логикой.
Т’Пол значительно отличалась по степени эмоциональности от прочих вулканцев. Т’Пол, как и многие вулканцы, духовно развита, но гораздо более открыта, чем другие вулканцы. Для неё гораздо легче сказать правду, чем солгать. Несмотря на доверительные отношения с Арчером и командой (по крайней мере, до инцидента с Кир’Шарой), мнение Т’Пол часто расходилось с мнением остальных. После же Арчер стал пользоваться у неё непререкаемым авторитетом и его мнение ставилось под сомнение лишь тогда, когда он шёл на действительно большой риск.

## Биография

### До Энтерпрайза
О ранних годах жизни Т’Пол известно мало. Сохранились сведения что она была рождена на Вулкане в 2088—2089 по Земному летоисчислению (за 62-63 года до событий эпизода Разорванный круг1). Примерно за 16 лет до начала службы на «Энтерпрайзе» Т’Пол была агентом Вулканской Службы Разведки.
Получив за долгую службу достаточно высокий статус, Т’Пол, заодно с несколькими агентами, получила задание немалой важности: им следовало ликвидировать семь контрабандистов, порочивших своё происхождение (ранее они тоже были агентами, внедрёнными в преступные структуры, но соблазнились преступной жизнью). В ходе преследования последнего, седьмого контрабандиста, Т’Пол с немалым удивлением обнаружила что у него оказался с собой напарник. В ходе погони тот был убит. С тех пор Т’Пол мучали угрызения о содеянном. К тому же, седьмой контрабандист исчез бесследно. Т’Пол стало трудно справляться со своими эмоциями, поэтому она прошла обряд Фуллара, который должен стереть из памяти негативные воспоминания, но к сожалению процедура оказалась малоэффективна.
Позже Т’Пол оставила службу в Вулканской разведке и перейдя на службу в Вулканское Верховное Командование, получив назначение на Вулканский крейсер «Селейя». В ходе службы Т’Пол получила звание субкомандера в котором впоследствии и ступила на борт «Энтерпрайза». События, произошедшие во время её службы в разведке, сделали её более эмоциональной, что впоследствии облегчило ей жизнь среди людей и помогло со временем наладить хорошие отношения с Капитаном Арчером.

### Синдром Па’Нар, Треллиум Д, Слияние Разумов и эмоции
Т’Пол, которую многие винили в излишней индивидуальности и «мятежности», была некоторое время очарована Толарисом, членом группы полностью эмоциональных вулканцев (с ними в течение первого года столкнулась экспедиция «Энтерпрайза» — «Энтерпрайза NX-01»).
Толарис предложил ей испытать больше эмоций посредством Слияния Разумов (вулканской телепатической техники). После пары таких экспериментов со Слиянием Разумов Т’Пол резко поменяла своё мнение о Толарисе. К тому же, в результате, он попытался насильственным путём вторгнуться в её разум, причинив ей немалый психический ущерб. Позже она узнала, что не только получила травму, но и заразилась Синдромом Па’Нар — заболеванием, являющимся психоневрологическим аналогом человеческого ВИЧ-инфекции, только передаваемую ментальным путём. Заболевание могло привести к смерти заражённого, но к счастью для неё лекарство всё же было получено.
ВВК намеревалось отозвать Т’Пол с «Энтерпрайза», воспользовавшись подвернувшимся случаем, но нашёлся вулканский доктор, который не разделял мнения прочих и передал Т’Пол уже тогда существовавшее, но строго засекреченное лекарство. Прошло время, и Т’Пол узнала, что Синдром Па’Нар оказался следствием неправильного проведения Слияния Разумов, и вопреки установленному декретом ВВК, лечению поддавался. T’Пол говорили, что она генетически неспособна к Слиянию Разумов, однако после 2154 года после свержения режима ВВК, которое преследовало всех практикующих Слияние Разумов, она опровергла это, совершив слияние с Хоси Сато под руководством Джонатана Арчера, который узнал детали церемонии за то время, пока обладал катрой (знаниями и духом) Сурака — древнего философа и идеолога вулканской культуры, — переданной ему на Вулкане последним из носителей этой катры. Ещё раньше Т’Пол обнаружила между собой и Чарльзом Такером телепатическую связь, обычно возникающая между двумя вулканцами, решившими связать свои судьбы узами брака. Т’Пол ещё и до свержения ВВК проявляла необычное для вулканцев желание поближе ознакомиться с человеческой культурой. Поддавшись на уговоры экипажа, она начала почти ежедневно посещать корабельный кинотеатр, проявляя специфический интерес к фильмам, где герои были поставлены в обстановку отчуждённости от общества равно как и она на борту NX-01 и вулканцы на Земле. Ещё до вступления на борт NX-01 интерес к человеческой культуре заставил Т’Пол скрытно ночью покинуть вулканскую посольскую колонию, и посетить один из клубов в Сан-Франциско, где играли странную и хаотичную для неё джаз-музыку, после этого её часто посещали воспоминания связанные с тем днём… T’Пол также призналась Толарису, что она любила пить различные виды чая: удовольствие являющееся необычной снисходительностью для вулканца. T’Пол также обнаружила в себе артистический талант. Когда на борт «Энтерпрайза» проникли ференги, она использовала свою притягательность для них, дабы помочь в освобождении корабля. Ещё раз свой актёрский талант ей пришлось применить в серии «Ударная волна. Часть II», симулируя безумие, чтобы помочь в освобождении корабля от сулибанских захватчиков. Также о таланте пришлось вспомнить, попав в плен к ВВК в дни Вулканской гражданской войны (которая и привела к свержению ВВК).
В 2153 году ВВК потребовало Т‘Пол вернуться на родину и не сопровождать «Энтерпрайз» в Дельфийское Пространство, как они выразились «вулканской логике там не место», но Арчер смог переубедить Т‘Пол поменять свою точку зрения. Т‘Пол оставила службу в ВВК ради участия экспедиции землян, которая ставила перед собой целью обнаружение таинственной расы «Зинди», — Зинди в нападении на Землю и гибели семи миллионов людей (данным событиям посвящён весь третий сезон сериала).
Ещё до экспедиции Энтерпрайза, ВВК направляло в Дельфийское Пространство крейсер «Селейя», который попал в ловушку в астероидном поле, — астероиды имели странную и неподдающуюся расчётам траекторию и в любой момент могли уничтожить «Селейю». «Энтерпрайз», случайно обнаружив считавшийся пропавшим без вести корабль, отправил команду высадки, в которую входила и Т‘Пол. Попав на корабль они обнаружили, что бывшие на корабле вулканцы остались в живых, но потеряли над собой контроль, так как астероиды имели в составе немалую часть Треллиума-Д — вещества, негативно влиявшего на вулканскую нервную систему. Его воздействия не избежала и Т‘Пол. «Селейю» из ловушки вызволить не удалось, — корабль со всем экипажем погиб. Т‘Пол излечилась от воздействия Треллиума-Д, но кошмары о «Селейе» (на которой она, стоит отметить, служила до службы на «Энтерпрайзе») не отпускали её ещё долгое время.
T’Пол однако желала больше эмоций. Постоянные сновидения о «Селейе» не давали ей покоя, она вспомнила о эффекте, который оказал на неё Треллиум-Д. На в складских помещениях на корабле хранилось свыше центнера этого вещества. Она нашла способ принимать маленькие порции Треллиума-Д внутривенно, — Т‘Пол смогла почувствовать немалое количество эмоциональной составляющей жизни, прежде чем Треллиум-Д (через три месяца) начал вызывать явное привыкание и побочные эффекты. Т‘Пол обратилась за помощью к Доктору Флоксу. В течение двух недель Флокс вылечил Т‘Пол и сохранил анонимность… За три месяца Т‘Пол успела наладить действительно дружеские и почти тёплые отношения с командой (в этом помогло её послабление эмоциональных барьеров). Т‘Пол неожиданно для себя начала чувствовать влечение к Коммандеру Такеру… Она стала ревновать его, когда коммандер начал заигрывать с одной из дам-членов экипажа. Со временем между Т‘Пол и коммандером возникла интимная связь. Но на следующий день Т‘Пол сказала, что это был лишь эксперимент. (До сих пор многие фанаты сериала спорят по этому вопросу «эксперимент ли это был или просто отговорка?»: могло быть, что Т‘Пол, почувствовав, что зашла слишком далеко, придумала для себя это оправдание.)
Употребление Т‘Пол Треллиума-Д однажды едва не вылилось в гибель «Энтерпрайза», когда Джонатан Арчер решил пожертвовать своей жизнью ради того, чтобы поломать планы Зинди, а Т‘Пол уже считая Арчера мёртвым и не зная, что он попал в плен, впала в длительную депрессию. Она попыталась скрыть это от команды, но от Коммандера Такера ей скрыть это не удалось. В результате того, что Т‘Пол вовремя не оказалась на мостике, «Энтерпрайз» получил в бою сильнейшие повреждения. К тому же Т‘Пол была несколько не в себе из-за полного нарушения эмоционального контроля.
После нападения Зинди на «Энтерпрайз» около Азати Прайм, достать Треллиум-Д стало невероятно трудно и Т‘Пол приходилось, рискуя жизнью, направляться в тяжело повреждённую часть корабля, что однажды едва не закончилось её смертью. Вскоре после возвращения Арчера, Т‘Пол решила для себя что её здоровый безэмоциональный образ будет кораблю более полезен чем нынешний.
Несмотря на попытки Флокса помочь полностью восстановить ей эмоциональный контроль, который у неё был ранее — Т‘Пол пришлось смириться с остаточными эмоциями. Флокс предположил, что Т‘Пол предстоит провести с ними всю последующую жизнь. Последующая встреча с пожилой версией СЕБЯ (из-за пространственно-временной аномалии в эпизоде «E2») указала Т‘Пол на то, что Флокс оказался прав и с эмоциями ей уже никогда не справиться. После миссии в Дельфийском Пространстве и смерти матери в убежище сирранитов, Т‘Пол стала наиболее эмоциональной, чем когда либо. Обыкновенно, вулканцы воспринимают смерть как неизбежное и всегда к ней подсознательно готовы. Но Т‘Пол, потеряв над собой контроль, страдала от потери близкого не менее, чем любой земной человек.
После смерти её матери и возвращения Кир’Шары, T’Пол пересмотрела свои взгляды на то, что значит быть вулканцем, и всё больше стала проводить время, изучая «Кир‘Шару».
Она научилась управлять своими эмоциями в большей степени, чем за прошедшие два года. Несмотря на всё это и контроль эмоций, она призналась Флоксу, что прежде никогда не чувствовала себя настолько уверенной.

### Отношения с Коммандером Такером
Отношения между Т’Пол и Такером достаточно сложны. В первое время совместной службы они даже враждовали и питали друг к другу сильную антипатию. Т’Пол порой даже доставляло удовольствие дразнить Чарльза.
Отношения развиваются постепенно, когда доктор назначает Такеру вулканский нейромассаж. В 10 серии 3 сезона клон Такера, Сим, признаётся Т’Пол в любви. В последующих сериях T’Пол начала ревновать командера и на одном из сеансов нейромассажа признаётся в своих чувствах. Позже T’Пол, предлагает оставить в тайне и прекратить взаимоотношения с Такером.
Ответные чувства в Т’Пол пробудил Трелиум-Д — вещество, которое понижает эмоциональные барьеры вулканцев, который она употребляла(это вызвало у неё зависимость). После прекращения употребления вещества, она узнаёт, что не сможет подавлять эмоции и чувства, как раньше.
В серии Е2 корабль встречается со своей точной копией. Оказывается, что корабль попал в аномалию и его перебросило на 100 лет. Из рассказа капитана альтернативного корабля становится известно, что Т’Пол и Такер были женаты и имели сына по имени Лориан (капитан корабля). Данное известие смущает Т’Пол и радует Такера, что делает его более настойчивым.
В четвёртом сезоне, во время увольнения на земле, Такер напрашивается на поездку на Вулкан, вынуждая T’Пол пригласить Такера с собой на Вулкан погостить у матери. Вернувшись на Вулкан Т’Пол узнаёт, что стала причиной отставки своей матери, поэтому совершает сделку и выходит замуж за Косса (бывшего жениха, сына влиятельного политика), тем самым возвращая должность матери. Такер, присутствует при свадьбе, на этом отношения заканчиваются. В серии «Awakening»(четвёртый сезон), когда умирает мать Т’Пол, сделка была отменена и субкомандер получила развод. Командер Такер не знает о разводе, холодность и сдержанность Т’Пол, для него становятся невыносимыми поэтому он просит перевода на другой корабль. Т’Пол преследуют видения, где присутствует Такер. В связи с поломкой Такер временно возвращается на Энтерпрайз, где в беседе с Т’Пол признаётся в том, что у него были видения и узнаёт, об особой Вулканской связью между влюблёнными — это становится причиной возвращения на корабль.
В 20 серии 4 сезона Т’Пол и Такеру становится известно, терратисты синтезировали из их ДНК клона (предатель на борту «Энтерпрайза» похитил их ДНК, была создана дочь Элизабет (впоследствии умершая)). Смерть девочки стало причиной сближения.
Но согласно эпизоду «Эти путешествия…»,  где капитан Райке пользуется историческими данными о времени создания Федерации Планет показано, что отношения между Т’Пол и Такером прекратились приблизительно через шесть лет (то есть через некоторое время после событий вокруг «Терры Прайм»). После смерти Такера, Т’Пол испытывает определённые страдания и, даже собирается встретиться с его родителями (хотя произошла ли эта встреча — неизвестно).
Некоторые поклонники сериала считают, что события, показанные в «Эти путешествиях…», не являются каноническими и на самом деле вполне могли развиваться по другому.

### Отношения с Джонатаном Арчером
Т’Пол находилась в очень близких отношениях с капитаном Арчером. Во время миссии Зинди она очень переживает, считая, что Арчер погиб. Также тяжело она переживает и его предполагаемую смерть в эпизоде «Час Ноль» (англ. Zero Hour).
В одной из альтернативных — сумеречных — временных линий Т’Пол посвящает свою жизнь заботе об Арчере. Сложно судить, насколько романтичны были в этом варианте реальности их отношения, однако сценарист Майк Суссман смотрит на эти события именно так.
В двух первых сезонах сериала отношения между Арчером и Т’Пол имели все предпосылки, чтобы перерасти в роман. В эпизоде «Ночь в изоляторе» (англ. A Night in Sickbay) Арчер признаёт, что Т’Пол достаточно привлекательна. Т’Пол, в свою очередь, признаёт определённое влечение к капитану. В дальнейшем — во время и после миссии Зинди — становится понятно, что на самом деле Арчер и Т’Пол очень хорошие друзья и их дружеские отношения остаются таковыми и в конце миссии NX-01 (однако, некоторые видят в эпизоде «Эти Путешествия» предпосылки к чему-то большему).

### Служба в Звёздном Флоте
Перед окончанием миссии Зинди Т’Пол дала понять Арчеру и Таккеру, что желает поступить на службу в «Звёздный Флот» (многие поклонники эпопеи считают, что этим авторы сериала нарушили канон, согласно которому Мистер Спок считался первым вулканцем, поступившим на службу Федерации). По завершении миссии она прошла соответствующую аттестацию и получила звание коммандера.
В мае 2154 Т’Пол официально вступила в «Звёздный Флот». Поскольку Т’Пол никогда не надевала форму, принятую во флоте, считается, что её служба носила особый характер (хотя Диана Трой из Следующего Поколения до последних сезонов также не носила форму).
В конце эпизода «Это путешествие…» (англ. These Are the Voyages...) Т’Пол становится первым офицером «Энтерпрайза» на 10 последующих лет. Её отношения с коммандером Таккером прекратились предположительно около 2155 года, когда умер их клонированный ребёнок. Однако, Т’Пол оставалась эмоционально привязана к Таккеру, и его смерть во время малозначительной миссии достаточно сильно повлияла на неё. Она даже решилась увидеться с его родителями.
В финальном диалоге говорится о том, что Т’Пол должна получить назначение на другое судно после списания «Энтерпрайза» («Энтерпрайз» подлежал замене новым «Энтерпрайзом»). Из этого следует, что она после 2161 (года списания звездолёта) продолжила службу уже в Звёздном флоте Федерации.
Дальнейшая судьба Т’Пол не известна. Но учитывая, что средняя продолжительность жизни Вулканцев составляет 200 лет, можно предположить, что Т’Пол была всё ещё жива и во время событий «Оригинальных серий».

### Возраст
Возраст Т’Пол стал известен только в конце третьего сезона, где она говорит Таккеру, что ей 65. До этого Таккер делал разнообразные предположения по этому поводу, но Арчер, который как капитан имел доступ к подробной информации о экипаже, отказывался что-либо ему сообщить. Это фактически повторяет попытки Периса и Кима угадать возраст Тувока в сериале «Звёздный путь: Вояджер».
Первая же ссылка на возраст Т’Пол делается в серии «Падший герой» (англ. Fallen Hero), когда посол В’Лар замечает, что она и Т’Пол — самые старые на борту «Энтерпрайза».

Сама же Т’Пол расценивала себя достаточно молодой и несколько раз упрекала сослуживцев в их предрассудках по поводу её возраста (что весьма резонно, учитывая, что в среднем вулканцы живут до 200 лет).

## Семья
О семье Т‘Пол мало что известно. В эпизоде «Пробуждение» выяснилось, что она сирота. Её отец умер ещё тогда, когда Т’Пол была совсем юной. Мать Т‘Пол, Т‘Лес вплоть до 2154 работала в Вулканской Научной Академии, но погибла во время гражданской войны в лагере сирранитов в том же самом году. Смерть матери надолго выбила Т’Пол из колеи.
Т‘Мир — вторая предмать (прабабушка) Т‘Пол, посетила Землю ещё в далёкие 1950-е годы. Т‘Пол хранила у себя в каюте свидетельство пребывания её прабабушки на Земле, кожаную сумку 50-х годов.
T’Пол должна была выйти замуж за вулканского архитектора по имени Косс ещё до начала миссии «Энтерпрайза», брак был намечен на 2151 год. После серии «Взламывая Льды», Т‘Пол отложила свою свадьбу после того, как команда убедила её, что бракосочетаться по заранее определённому плану неправильно. В серии четвёртого сезона «Дом» Т‘Пол, прибыв на Вулкан, всё же пришлось выйти замуж за Косса ради того, чтобы сохранить честь семьи. По окончании медового месяца Т‘Пол вернулась на «Энтерпрайз». После инцидента с «аугментами» Т‘Пол возобновила свои отношения с Трипом. После вулканской гражданской войны, Косс по личной инициативе развёлся с Т‘Пол потому, как Т’Лес была мертва, а Т’Пол вышла за Косса лишь из-за своей матери. Т’Лес погибла и Косс, всё прекрасно понимавший, освободил Т’Пол от их брака.
В одной из серий Т‘Пол упомянула, что в 1950-е годы Землю посещала её прабабушка Т‘Мир. Попала она туда в результате аварии научно-исследовательтского корабля Верховного Командования, направленного к Земле, после запуска первого спутника. Там она, приняв на себя командование оставшимися членами экипажа, была вынуждена пробыть три месяца до прибытия спасательного корабля. Достоверна ли рассказанная ею история — неизвестно, но в своей каюте Т‘Пол хранила сумочку явно земного изготовления и именно 50-х годов XX века, часто использовала оную как объект для медитаций.
Также, Т‘Пол рассказывала, что застёжка «Velcro» — это вулканское изобретение, переданное Т‘Мир землянам с целью получения денег и передачи последующих одному молодому человеку, который удивил её своим стремлением к науке. Деньги им были потрачены на поступление в институт.
В серии «E2» «Энтерпрайз» встретился с кораблём — точной копией самого себя. Как выяснилось этот «Энтерпрайз» совершил неудачный пространственно-временной скачок и попал в начало XXI века. В результате члены экипажа решили сделать всё возможное, чтобы предотвратить тот несчастный случай с тем «Энтерпрайзом», что ещё «для них» даже не сошёл с доков. Таким образом, «Энтерпрайз» превратился в потомственный корабль. На том корабле Т‘Пол и Трип поженились и зачали сына по имени Лориан, который на 2153 год (год встречи с оригинальным «Энтерпрайзом») являлся капитаном. Также, на том корабле Т‘Пол встретила саму себя, сильно состарившуюся и в возрасте 180 лет. Судьба «Энтерпрайза» (на котором капитаном был Лориан) после предотвращения инцидента со скачком во времени неизвестна, возможно тот «Энтерпрайз» просто перестал существовать. В серии «Демоны» (четвёртый сезон) Организация «Терра Прайм» похитила ДНК Т‘Пол и Трипа для того, чтобы созданную усилиями генетиков шестимесячную девочку полувулканку-получеловека Элизабет использовать в своей пропаганде ненависти к внеземным цивилизациям. Но некоторые ошибки, допущенные ими при клонировании, не позволили девочке долго прожить. Она умерла, не дожив и до семи месяцев…

## Эпизоды «В зеркале тёмном» и «Сумерки памяти»
Действие двухсерийного эпизода четвёртого сезона «В Зеркале Тёмном» происходят в «Зеркальной Вселенной», история которой развивалась иначе, чем привычная нам. В этой «Зеркальной Вселенной» земляне в будущем создали агрессивную, техногенную империю, порабощающую соседние цивилизации.
В «Зеркальной Вселенной» Т’Пол обладает более ярко выраженной сексуальностью, которая наиболее ярко проявляется в её отношениях с «иным» Такером, которые частично показаны в эпизоде.
«Зеркальная версия» Т’Пол недавно подвергалась пон-фару (возможно отличия в биологическом строении от вулканцев из нашей вселенной или следствие вируса наблюдавшегося у «реальной» Т‘Пол в первом сезоне). Также выясняется, что она имела половые связи и с Такером, и с Арчером.
В этом эпизоде Т’Пол имеет длинные светлые волосы и, как другие женщины-члены экипажа в Империи Землян, носит униформу — двойки с голым животом (до ступления на борт NCC-1764), после же она носила униформу, принятую в сериале «Звёздный путь: Оригинальный сериал» и затем, под конец эпизода, вновь облачается в прежнюю униформу.

## Факты
- Первоначально Т’Пол должна была стать молодым вариантом Т'Пау, участвовавшей в эпизоде «Время Амок» (англ. Amok Time) сериала «Звёздный путь: Оригинальный сериал». Но, позже было решено создать новый, самостоятельный персонаж. Сама же Т’Пау появляется в четвёртом сезоне «Энтерпрайза».
- Внешность Т’Пол была серьёзно изменена между вторым и третьим сезонами. Это было сделано для того, чтобы сделать персонаж более привлекательным для зрителей. До третьего сезона образ Т’Пол походил на Саавик из фильма «Звёздный путь II: Гнев Хана», брови которой были изогнуты в обратную, не характерную для вулканцев сторону. В одном из интервью актриса Джолин Блэлок рассказала, что в начале третьего сезона она и её визажист без согласия авторов сериала изменили брови героини, придав ей более традиционный для вулканцев облик. Впоследствии эти изменения были сохранены, но «канонического» объяснения так и не получили.
- Изменения во внешности Т’Пол происходили и в первом сезоне. В вырезанной сцене эпизода «Разорванный Круг» (англ. Broken Bow), которая доступна на вышедшем в 2005 году DVD, Т’Пол появляется в первоначальном гриме: заметно, что её волосы в этой сцене несколько более длинные, чем в следующих сериях.